# 장렬 509 대전차대
"장렬 509 대전차대"는 한국에서 제작된 김동학 감독의 1967년 영화이다. 신영균 등이 주연으로 출연하였고 홍성칠 등이 제작에 참여하였다.

## 출연

### 주연
- 신영균
- 양훈
- 정형

## 기타
- 조명: 이석천
- 미술: 이문현